# Machine Head
 Ovo je glavno značenje pojma Machine Head. Za istoimeni album Deep Purplea pogledajte Machine Head (album).
Machine Head je američki heavy metal sastav iz Oaklanda. Smatraju se jednima od pionira novog američkog heavy metal vala.

## Povijest sastava
Sastav su 1992. godine osnovali bivši član sastava Forbidden i Vio-Lence, pjevač i gitarist Robb Flynn te basist Adam Duce, a sadašnju postavu uz njih čine i bubnjar Dave McClain te gitarist Phil Demmel. 
Svoj prvi studijski album Burn My Eyes, koji mnogi opisuju kao mješavinu Panterinog groove i Slayerovog thrash metala, objavili su 4. kolovoza 1994. godine. Album je prodan u više od 400.000 primjeraka, te je postao najprodavaniji debitantski album izdavačke kuće Roadrunner Records. 
U sklopu promocije albuma, krenuli su na turneju po Europi, te su nastupali kao predgrupa Slayeru.
Svoj idući album, The More Things Change... objavili su 25. ožujka 1997. godine, te se nalazio na 138. mjestu Billboard 200 top liste. Na idućem albumu, The Burning Red, objavljenog 10. kolovoza 1999. godine. uveli su neke nove elemente, kao što su rap vokali, te je ta promjena dobila mnoge negativne kritike. Iste su se nastavile i s njihovim idućim albumom Supercharger, objavljenog 2. listopada 2001. godine. Videospot za pjesmu "Chrashing Around You", objavljen par tjedana nakon napada na WTC 11. rujna, zabranjen je na MTV-u, jer je u njemu prikazano rušenje gorućih zgrada. 
Idući album, Through the Ashes of Empires, objavljen 27. listopada 2003. godine, obilježio je njihov povratak svojem originalnom stilom, groove i thrash metalu, te je dobro primljen među obožavateljima i nalazio se na 88. mjestu Billboard 200 top liste. Još uspješniji, i još bolje kritike dobio je njihov zasada posljednji album The Blackening, objavljen 27. ožujka 2007. godine, koji se nalazio na 53. mjestu iste ljestvice. Sastav je početkm 2007. godine krenuo na turneju diljem svijeta, na kojoj su između ostalih, nastupali sa sastavima Gojira, Megadeth, Metallica, Slipknot i Children of Bodom. Njihov studijski album iz 2011. godine, naziva Unto the Locust, s kojeg su objavili singl Locust bio je komercijalni uspjeh. Početkom 2013. Adam Duce, basist te jedan od osnivača napušta sastav, te nakon dugih audicija, novim basistom postaje Jared MacEachern iz sastava Serenity Dies. U listopadu iste godine, prekidaju dugogodišnju suradnju s Roadrunnerom, te potpisuju za diskografsku kuću Nuclear Blast. Godine 2014., izbacuju album naziva Bloodstone & Diamonds sa singlovima Killers & Kings te Now We Die, koji je također bio komercijalni uspjeh.

## Članovi sastava
- Robb Flynn - vokali, gitara (1992.-)
- Phil Demmel - gitara (2001.-)
- Dave McClain - bubnjevi, (1995.-)
- Jared MacEachern - bas-gitara, (2013.-)

Bivši članovi
- Adam Duce - bas-gitara, prateći vokali (1992. – 2013.)
- Logan Mader - gitara (1992. – 1998.)
- Ahrue Luster - gitara (1998. – 2001.)
- Tony Costanza - bubnjevi (1992. – 1994.)
- Chris Kontos - bubnjevi (1994. – 1995.)
- Walter Ryan - bubnjevi (1995.)

## Diskografija
Studijski albumi
- Burn My Eyes (1994.)
- The More Things Change... (1997.)
- The Burning Red (1999.)
- Supercharger (2001.)
- Through the Ashes of Empires (2003./04.)
- The Blackening (2007.)
- Unto the Locust (2011.)
- Bloodstone & Diamonds (2014.)
- Catharsis (2018.)

Koncertni albumi
- Hellalive (2003.)
- Machine F**king Head Live (2012.)

## Vanjske poveznice
- Službena stranica